# 臺北製糖所
25°01′59.66″N 121°29′41.06″E / 25.0332389°N 121.4947389°E
臺北製糖所，是一所曾經存在於台灣日治時期的蔗糖製造工廠，位於臺北廳古亭村區下崁庄（今臺北市萬華區糖廍里大理街160巷20弄內:103），設立於明治四十四年（1911年），是日治時期在桃園以北唯一設立的製糖所:78。昭和十八年（1943年）太平洋戰爭戰況緊張，因甘蔗原料供應不足，且人手短缺而廢除臺北製糖所:103，廠房與機器設備隨之逐漸被拆毀。直至戰後僅剩倉庫由臺灣糖業公司使用。臺北市政府在2003年指定原為其所屬的3棟倉庫與古月台為市定古蹟:103，並於2011年更名為「糖廍文化園區」，為臺北市文化局的自營館所之一。2022年，文化園區的部分區域重新改建為劇場後開幕，由在地的文化團體曉劇場所承接，團體與場館共生營運，成為台灣第一個百年古蹟改造的表演藝術場館。

## 沿革

### 清代
在清治時代，茶、糖、木材是艋舺地區的主要產業，而下崁（今大理街附近）自清朝中葉，私人糖廍就極為盛行。當時以牛隻拖動石造磨礅:109，榨蔗成汁，並以蔗葉生火煮成焦糖。這也是本地被稱作糖廍的由來。

### 日治時代

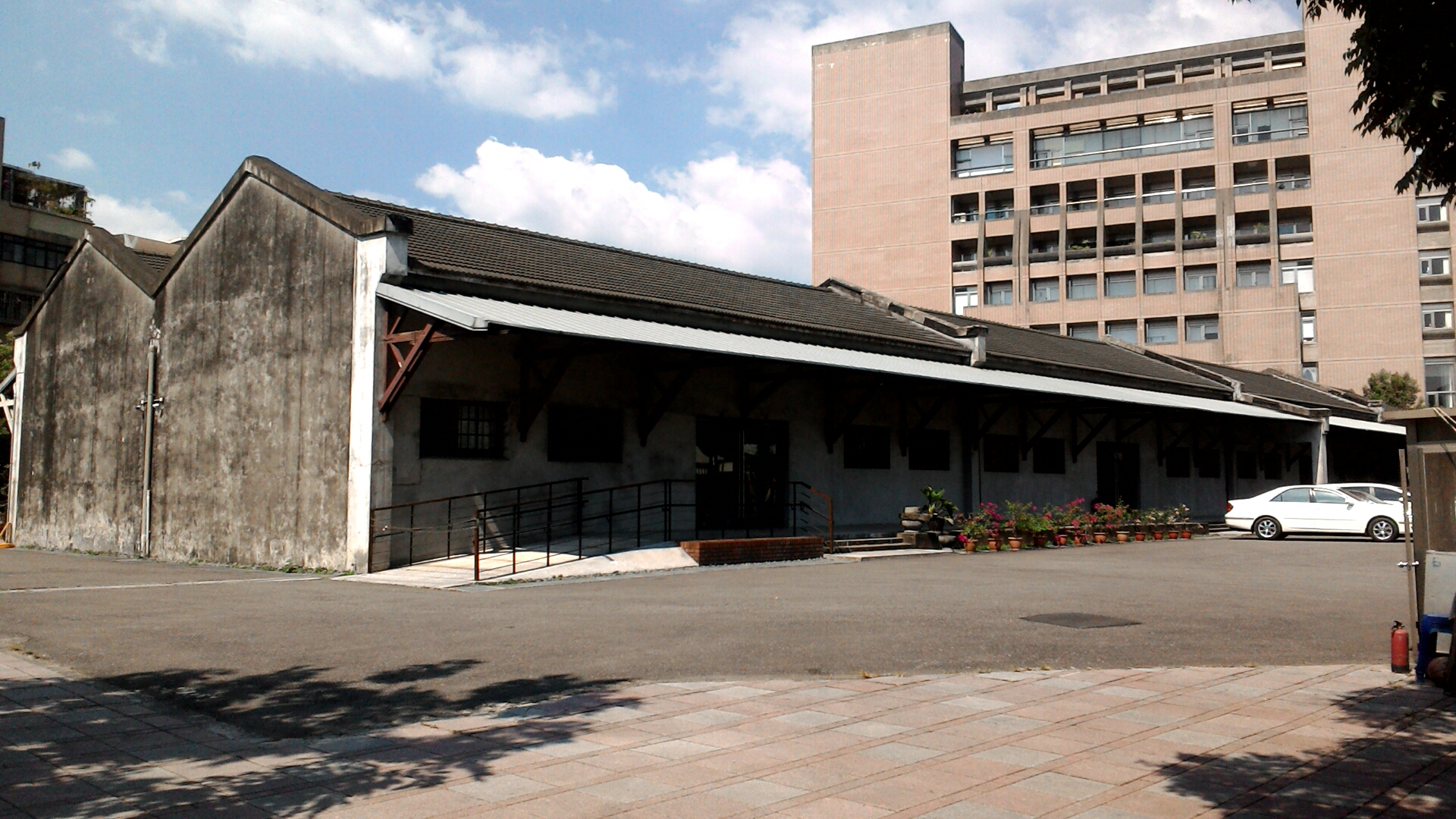
C棟倉庫，目前由明華園進駐。

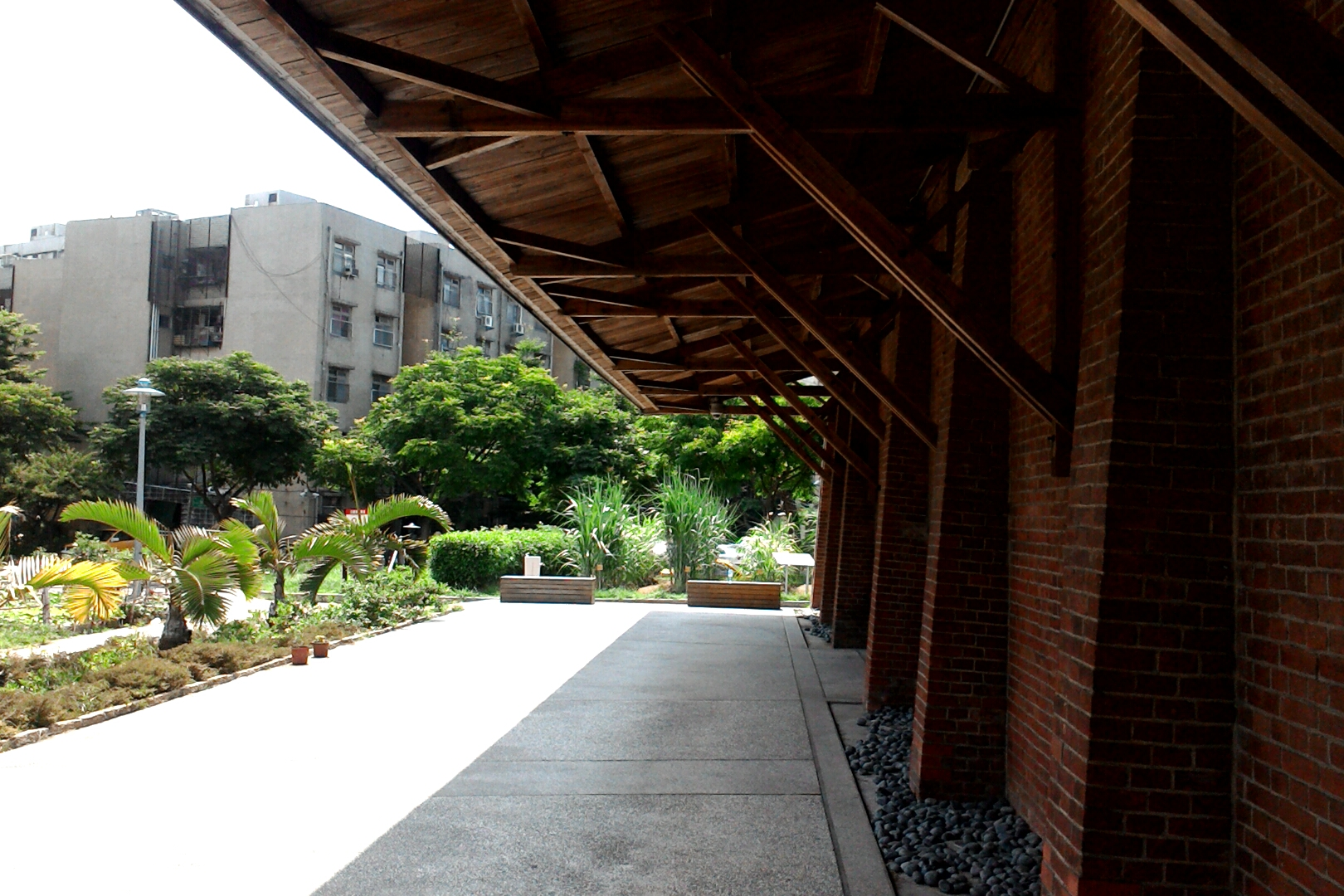
A棟倉庫屋簷。

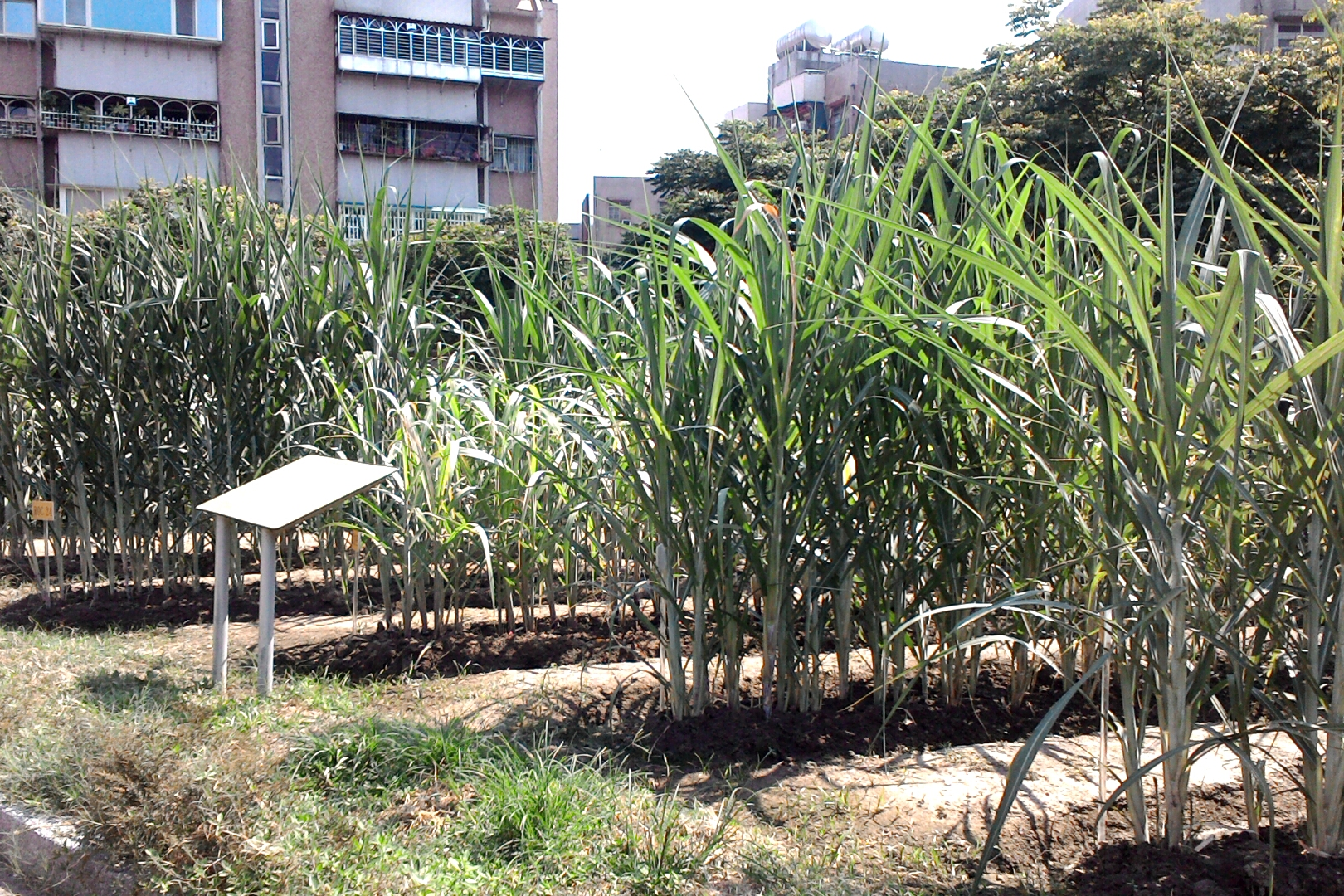
甘蔗園。

#### 台北製糖株式會社
進入日治時代後，總督府推動「工業日本，農業台灣」的政策，由於各糖廍規模不大且產品品質不一:28，遂逐漸收購私人糖廍，而進行大型集約化的經營模式。除引進國內財團投資台灣製糖業外，並以關稅壁壘抑制廉價外糖:28。台北製糖所前身為清末楊埤、楊碧山父子經營的「電器製糖工廠」:103:78。明治四十三年（1910年）8月25日，木下新三郎、高橋虎太與板橋林家第四代林熊徵等人成立台北製糖株式會社，收購電器製糖工廠，為北臺灣第一家新式製糖廠，林熊徵是監事中唯一的臺灣人。四十四年（1911年）1月選定艋舺下崁庄下石路（今中國時報總社、華強社區一帶）設置臺北製糖所，此處為新店溪、大嵙崁溪合流點，又與鐵路連結，水路運輸利於集散輸出，也具有水道設施，適合製糖與運送。3月臺北製糖廠開始動工，4月6日由臺灣神社神官舉行「地鎮祭」，6月15日舉行上棟儀式。12月17日，台北製糖株式會社舉行試運轉典禮，當時與會人有臺灣總督佐久間左馬太、板橋林家林鶴壽、艋舺仕紳吳昌才等；當日試榨的蔗料來自士林、錫口（今松山）的蔗園，在20日製成「初糖」一瓶，與「初穗」共同獻納台灣神社。四十五年（1912年）1月16日，台北製糖株式會社首度展開製糖作業，每日壓榨甘蔗量為700公噸。為當時大台北地區唯一的製糖所。

#### 臺灣製糖株式會社
大正五年（1916年）9月1日，台北製糖株式會社為臺灣製糖株式會社併購。六年（1917年），臺北製糖所開始使用甘蔗細烈機，是台、日首度使用該機器的製糖廠。七年（1918年）4月27日艋舺停車場舉行落成典禮，並建造一條幹線至臺北製糖所的倉庫以便甘蔗運送，長530公尺。後又增設2條支線。九年（1920年）臺北製糖所開始以碳酸法製造純度較紅糖高的白糖，主要輸出至中國。十三年（1924年）臺北製糖所與其他臺灣製糖株式會社的各糖廠開始栽植含糖率較高的爪哇大莖種甘蔗。後因大平洋戰爭爆發，戰事吃緊，徵招丁男投入戰場，產糖量逐漸減少:109。昭和十八年（1943年）總督府禁止製造耕地白糖，原設備移轉至戰力化工廠，臺北製糖所宣布廢止，廠房設施也逐日拆毀。但臺北製糖所在十九年（1944年）年初仍有榨糖作業。二十年（1945年）台北大空襲時，盟軍以製糖所的高聳煙囪為轟炸目標，卻誤中同樣具有煙囪的中央湯（位於今環河南路與和平西路口圓環）。

### 光復後

#### 臺灣糖業公司
1946年6月1日，臺北製糖所由中華民國政府接管，隸屬臺灣糖業公司第二分區。1947年，臺糖設立萬華倉庫，成為統管臺糖物料運輸與進出口的重要轉運節點，包括現今之3棟糖倉與其他4棟倉庫。倉庫用以儲存銷至北部剩下回銷台北的糖，部份存放從日本進口的物料。但附近以糖廠為中心的相關產業如化學、化工、食品加工與紙業等中小型工廠仍然盛行。1940年代《徵信新聞報》（今《中國時報》）接收倉庫展開報業，吸引週邊印刷業的聚集。1955年後，臺糖陸續將部分廠區土地售予徵信新聞報與臺灣電力公司:103。1960、70年代起鐵路運輸之便吸引了成衣批發業的聚集。1973年臺糖配合臺北市政府萬大計畫工程，拆除臺北製糖所的鐵路支線，改以卡車運輸。1979年臺糖拆除糖廠煙囪、倉庫與民宅，並與臺北市政府合建國宅、臺糖員工宿舍。至此臺北製糖所僅存3棟倉庫與月台，由於台糖作為發貨倉庫，仍繼續使用，故能維持較原始的面貌。
| - 843號日立牌機車。 - 守車。 - 蔗廂車。 - 機車銘版。 |

#### 糖廍文化園區

##### 成立辯證過程

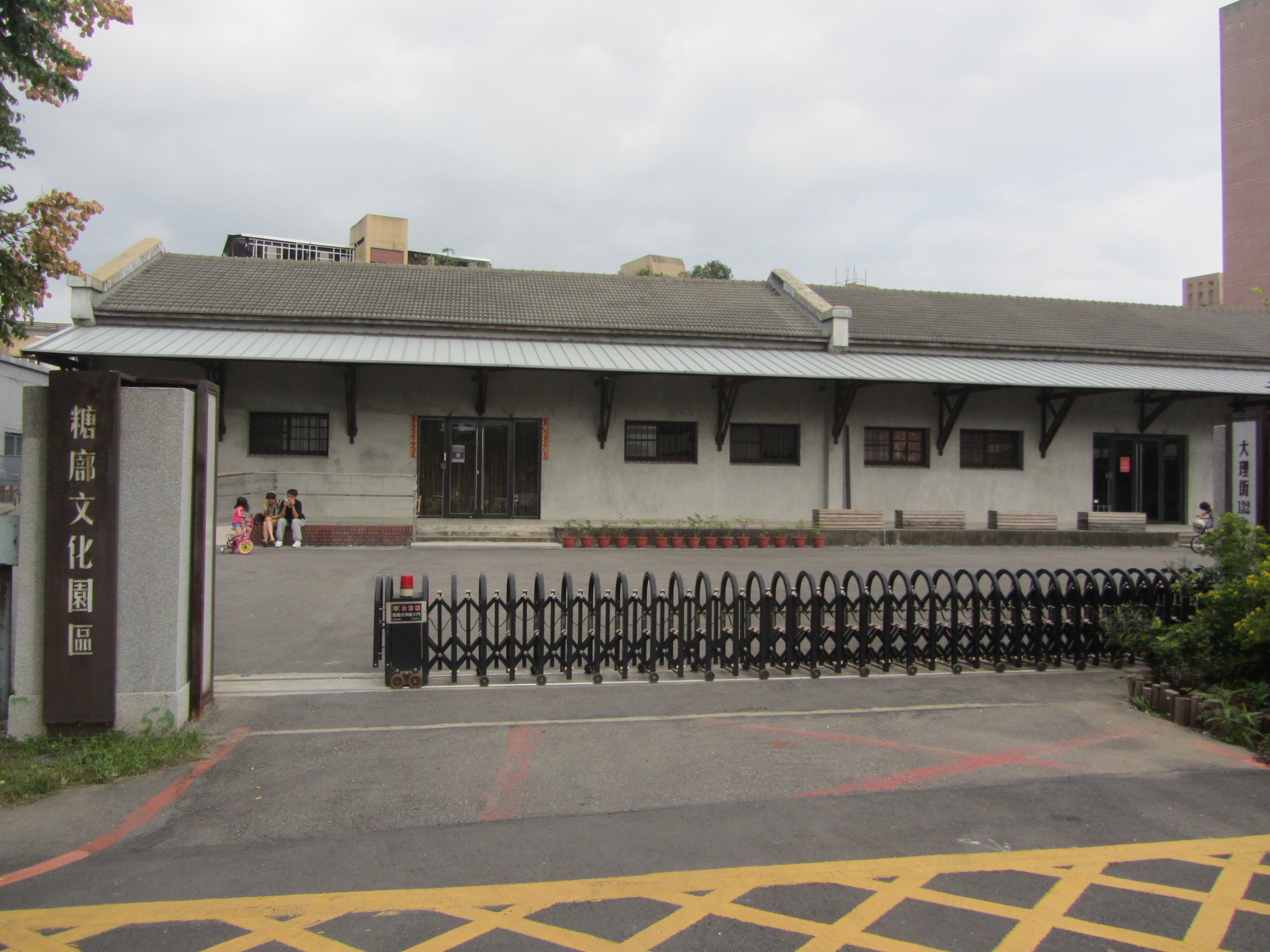
糖廍文化園區入口。

1997年台糖原欲將倉庫與月台拆除，將土地租予西園醫院興建老人安養院，遭到附近居民反對。1998年7月1日台北市民政局組成中國文化大學副教授李乾朗等六人小組，鑑定其為產業特色的歷史建築，李乾朗表示：「大理街居民願意保留老社區的文化，不僅可以找回過去的人情味，更重要是古蹟不應凍結，而應加以活化利用！」。經一連串行動與抗爭後，台糖放棄原定計劃。台北市政府將月台與倉庫的基地將一分為二，屬於C1街廓（公二公園）的部分，以容積移轉的方式取得，不足部分採編列預算徵收，並配合《中國時報》回饋建造簡易公園；屬於C2街廓部分，仍為台糖所有。

##### 艋舺甘蔗季
2000年初，台北市市長馬英九、台北市都市發展局局長陳威仁與萬華區區長徐漢雄等官員巡視大理街時，基於尚未徵收的糖廍文化園區預定地上荒煙蔓草、蚊蟲滋生，乃主動向台糖提議先行作簡易綠化，也自此時起，每年開始舉辦「艋舺甘蔗祭」文化季。有點燃甘蔗祭壇聖火、甘蔗舞表演、「糖詩」朗誦、剖削甘蔗比賽與甘蔗大胃王比賽等活動。:111。

##### 規劃為市定古蹟
2003年9月23日台北市政府指定倉庫與月台為直轄市定古蹟。2008年由臺北市文化局進行建築修復與展示設置，並於2011年9月25日以「糖廍文化園區」名稱正式開幕，並設置公園與地下停車場。
設置初期A棟倉庫作為展覽館使用，規劃「糖倉開門」糖業文化特展，介紹台北糖廠的歷史及城西產業發展軌跡。B棟倉庫自2011年起作明華園排練場使用。

##### 萬座曉劇場
劇場本身是一個當代的英雄歷程。我希望從捷運站出來就打造出一種儀式感，你會有個儀式性般的路線，然後進到這個魔幻的劇場裡⋯⋯從龍山寺捷運站出來之後，看到這片很不一樣的地方，走過這條小小的巷子，進到劇場看這裡的演出，整體讓人有種好像在做城市歷險的感覺……這個城市歷險是，你期待觀眾來這裡，感覺這裡的創作跟作品都會是很不一樣，很挑戰、或是很刺激的。——鍾伯淵（曉劇場藝術總監），
2022年起，B棟倉庫以及其他地區改由在地當代戲劇表演劇團曉劇場承接，申請「老房子文化運動計畫2.0」的經費補助，邀請呂大吉建築師修繕更新廠區，也因此獲得2024年的台北老屋新生大獎。萬座曉劇場的名稱來自「『萬』華」、日文的劇場「座」、以及承運的劇團「曉劇場」三詞合體，同時也有萬人入座的期許，打開了台灣首個由劇團申請老屋翻新的案例，主劇場可容納兩百個座位，在此陸續開設各種文化實驗、戲劇、舞蹈表演、艋舺國際舞蹈節等活動節目。至2025年，萬座曉劇場已有毛皮瑪莉、潮來之音、茉娘、不可能在一個晚上演完沙士比亞全集吧等12部戲劇作品在此演出。

## 製糖過程
製糖過程首先以自走式收割機於甘蔗田採收甘蔗，甘蔗被吸入收割機，去除葉子後由排出口釋出，裝上在一旁並行前進的蔗箱車貨台。如果遇到石頭很多的區域，收割機無法進入，則使用鐮刀以人力採收後再去除葉子:245。收割下來的甘蔗，由蔗箱車運送至最近的集蔗場，裝上糖業鐵路的甘蔗車:246。蔗葉則可做為牛的飼料。
集蔗場的裝載方式分為以下三種：
- 高台式：使用集蔗場的卸蔗台，由蔗箱車自行將甘蔗卸至停靠於卸蔗台的甘蔗車上。
- 先將甘蔗卸至地面，再使用抓蔗機將甘蔗裝載至甘蔗車上。
- 背載式：蔗箱車將甘蔗車載上貨台，到集蔗場後以特殊的支架將甘蔗車溜放回軌道上。[16]:246、247

鐵路機車將空的甘蔗車由糖廠拉出，在沿途的集蔗場一一放下空車，再把載滿甘蔗的甘蔗車（稱為重車）相互連結，運回糖廠。台糖於1978年全面改用內燃機車。沒有鐵路抵達的甘蔗田，則以蔗箱車直接運送甘蔗至糖廠。:247
甘蔗車抵達糖廠後被放入卸蔗台，卸下甘蔗。甘蔗由輸送帶運至糖廠內部，用切割機切成約30公分長，已採收的甘蔗不能久放，必須趁新鮮處理:248。切碎的甘蔗送入四重壓榨機，榨出糖汁，榨完汁的纖維稱為「蔗渣」，可作為鍋爐的燃料或肥料。榨出的糖汁通過輸送管進入濾淨程序:249。糖汁進入沉澱槽後加入石灰，使雜質凝固沉澱，沉澱物稱為「濾泥」，可做為肥料使用。過濾完的糖汁首先在蒸發罐中加熱，以提高純度。再進入結晶罐結晶。最後結晶被放入分蜜機，利用離心力分出固體與液體，固體稱為「粗糖」，液體則被稱為「糖蜜」:250。
臺灣製糖株式會社的製程只到粗糖為止，之後便是由明治製糖株式會社或大日本製糖株式會社進行精糖的煉製。製作精糖要先將粗糖以熱水溶成糖液，加入小蘇打去除鈣質與維生素，再用活性碳或離子交換樹脂進行過濾脫色，得到的產品即為精糖。糖蜜則可做為製造酒精的原料。:251。

## 建築

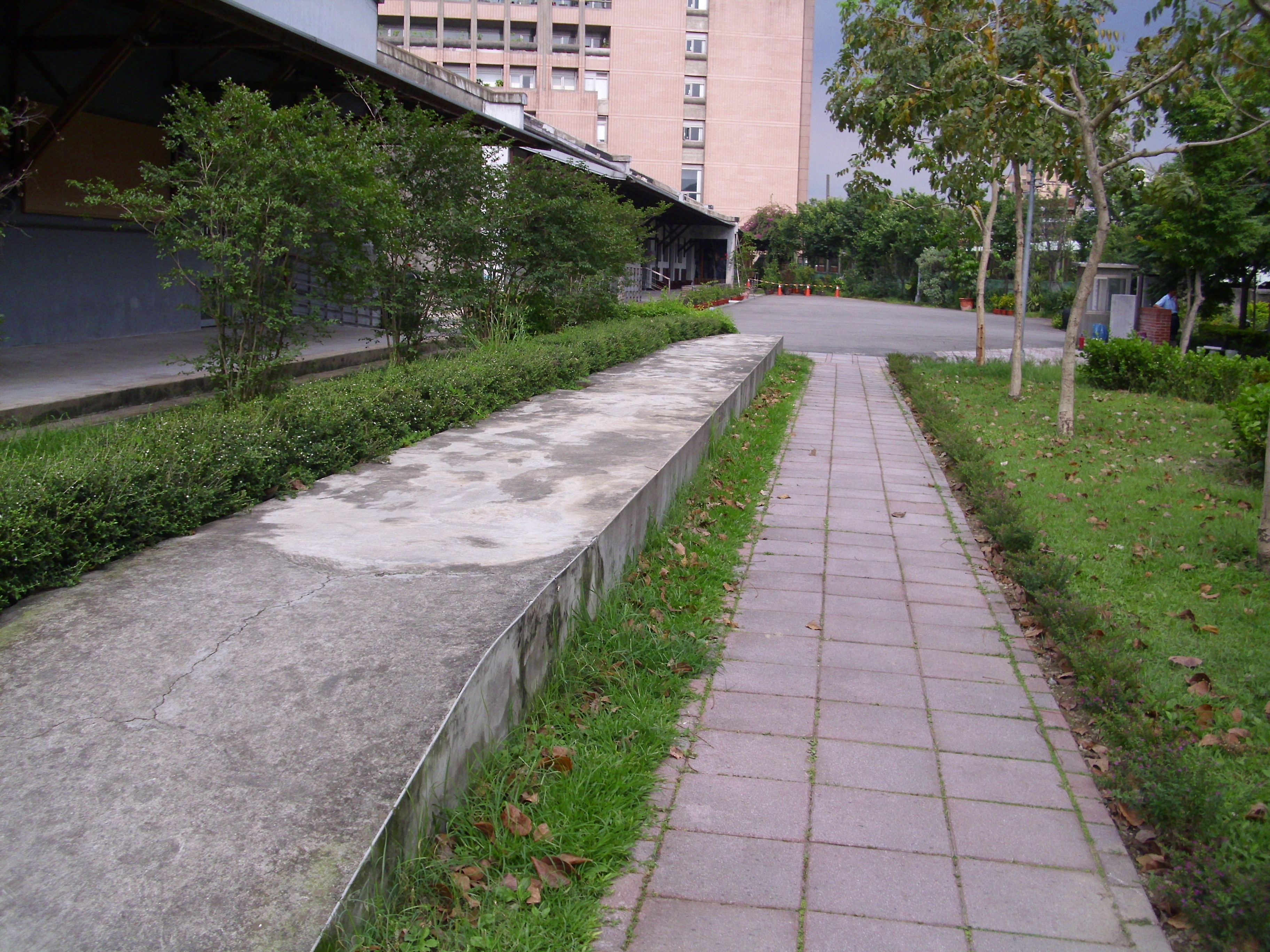
臺北製糖所的月台，現已修復。

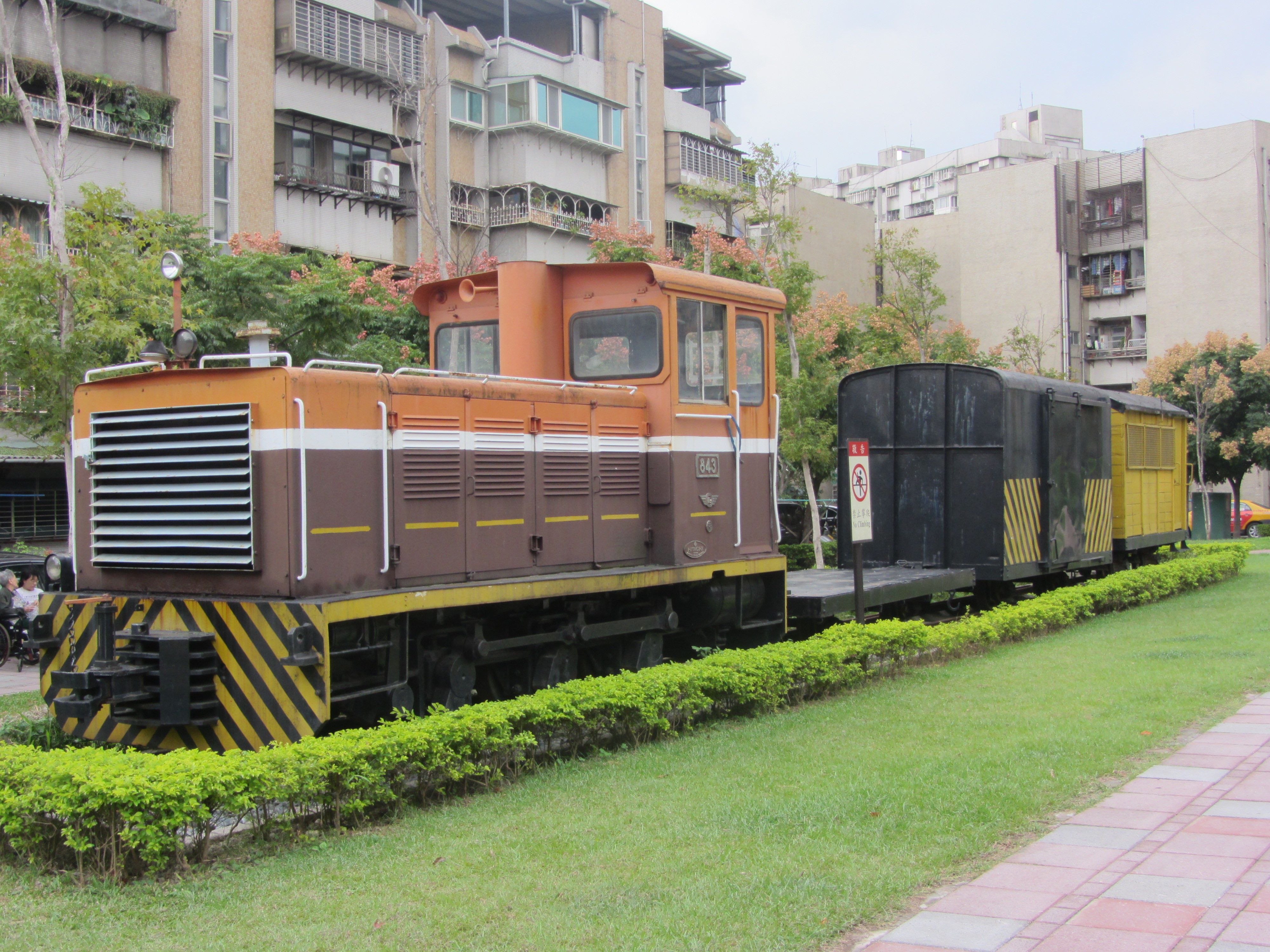
園區內展示的糖業鐵路車輛。

臺北製糖所的廠區內因職務而區分為宿舍、招待所、蔗田、發電廠、製糖廠以及鐵道系統等，規模龐大。同時具備農務、公務及商務功能，亦對當時居民的經濟活動產生重大影響。臺北製糖所的糖廠是鋼筋建物，煙囪高135尺，是當時（1911年）臺北市最高的建物。現今糖廠、煙囪等皆已拆除，僅存3棟倉庫與貨運月台:109。台北製糖所種植甘蔗原料的區域，除了下崁、大加蚋附近之外，尚包括台北與桃園兩廳總面積27594甲，大都分布在大嵙崁溪、新店溪與基隆河沿岸:109，並自建鐵路用以運蔗，總長41834公尺。其中廠區附近有一座橫跨大嵙崁溪的木造橋梁，運送板橋、樹林、三峽一帶採收的甘蔗至臺北製糖所。
倉庫古蹟以紅磚堆砌，利用大跨距木桁架撐起倉庫所需的空間。東側的B、C棟倉庫具有特殊的M字型屋頂:103，A棟雖無M字型的屋頂，但其跨距仍相當的大，且具有磚砌的拱門及梯形柱:109。倉庫外牆曾經繪有大幅的糖廠景象畫:111。B棟目前還保有貨車的卸貨平台，以TR磚砌成，長達50公尺、寬20公尺:103，推估是當初糖業鐵路載運原料的古月台。園區內展示隸屬於溪湖糖廠的843號日立牌機車，並加掛平車、蔗箱車與守車。西側闢有種植不同種類甘蔗的象徵性甘蔗園:111。

### 月台破壞事件
臺北市文化局於2010年邀請明華園進駐臺北製糖所舊址。但明華園於2011年4月將區域內的舊月台拆除部份，引發當地人士不滿。同時發現月台由TR磚砌成，表層再敷上水泥所建造。臺北市文化局後決定修復該月台，並要求明華園負擔費用。

## 附註
1. ↑  「廍」（ㄅㄨˋ）指台灣早期的製糖所，非中文古有用字，而是閩粵移民來到台灣後發展出的語詞。[a]由於大五碼中未收錄「廍」字，因此常誤作「部」與「廓」。
2. ↑  日治時代中後期糖場兼併之風盛行，最後台灣地區的糖業由「台灣製糖株式會社」、「明治製糖株式會社」、「大日本製糖株式會社」與「鹽水港製糖株式會社」四家公司所壟斷。[11]:29、30
3. ↑  守車是掛在貨物列車最後，供列車工作人員乘坐的車廂。車長在列車最後看守貨物，並檢查列車編組的氣軔是否貫通，遇緊急狀況時可由守車操作剎車。[16]:59
4. ↑  同時被指定為直轄市定古蹟的尚有大稻埕圓環防空蓄水池。
5. ↑  在貨車尚未普及前，甘蔗的運送由蔗農在蔗田內鋪設臨時路軌，再將採收下的甘蔗以牛車載運至集蔗場。
6. ↑  TR磚指台灣煉瓦株式會社於大正四年（1915年）開始燒製的紅磚[25]:83，其上有「TR」的凹字，代表「台灣煉瓦」（Taiwan Renga）的羅馬拼音縮寫。[b]，並具有利於與水泥結固的網狀表皮。尺寸為23×11×5公分。因產於松山，故又稱為「錫口磚」，在當時屬於高級建材。[25]:83

1. ↑  見糖廍文化園區內的「廍」字簡介。
2. ↑  見捷運北門站展覽區「S磚-乾式製磚」解說牌。